# Aldona Wejchert
Aldona Wejchert (ur. 1969) – polska bizneswoman, wiceprezydent Grupy ITI.

## Życiorys
Aldona Wejchert ukończyła studia na Wydziale Handlu Zagranicznego Szkoły Głównej Handlowej w Warszawie, a dodatkowe wykształcenie w dziedzinie biznesu zdobyła w London Business School. W roku 1993 dołączyła do Grupy ITI jako sekretarka Jana Wejcherta. W latach 1996–2003 pełniła funkcję Wiceprezesa Multikina – pierwszego operatora multipleksów w Polsce. W latach 2003–2005 była Prezesem Zarządu, a obecnie pełni funkcję Przewodniczącej Rady Nadzorczej spółki Multikino S.A. Jest również Członkiem Rady Nadzorczej TVN S.A. i Członkiem Rady Fundacji TVN „Nie jesteś sam”. Od kwietnia 2008 roku jest Członkiem Rady Powierniczej Muzeum Narodowego w Warszawie, a ponadto Członkiem Zarządu Polskiej Akademii Gastronomicznej oraz Członkiem Polskiej Rady Biznesu.

## Miejsce na liście najbogatszych PolakówWprost[2]
- 2014 r. - miejsce 24. (1 300 mln zł) z dziećmi
- 2013 r. - miejsce 19. (1 350 mln zł) z dziećmi
- 2012 r. - miejsce 21. (1 150 mln zł) z dziećmi

## Życie prywatne
Aldona Wejchert jest wdową po Janie Wejchercie, ma z nim dwoje dzieci.